# Bodegas Valdivia

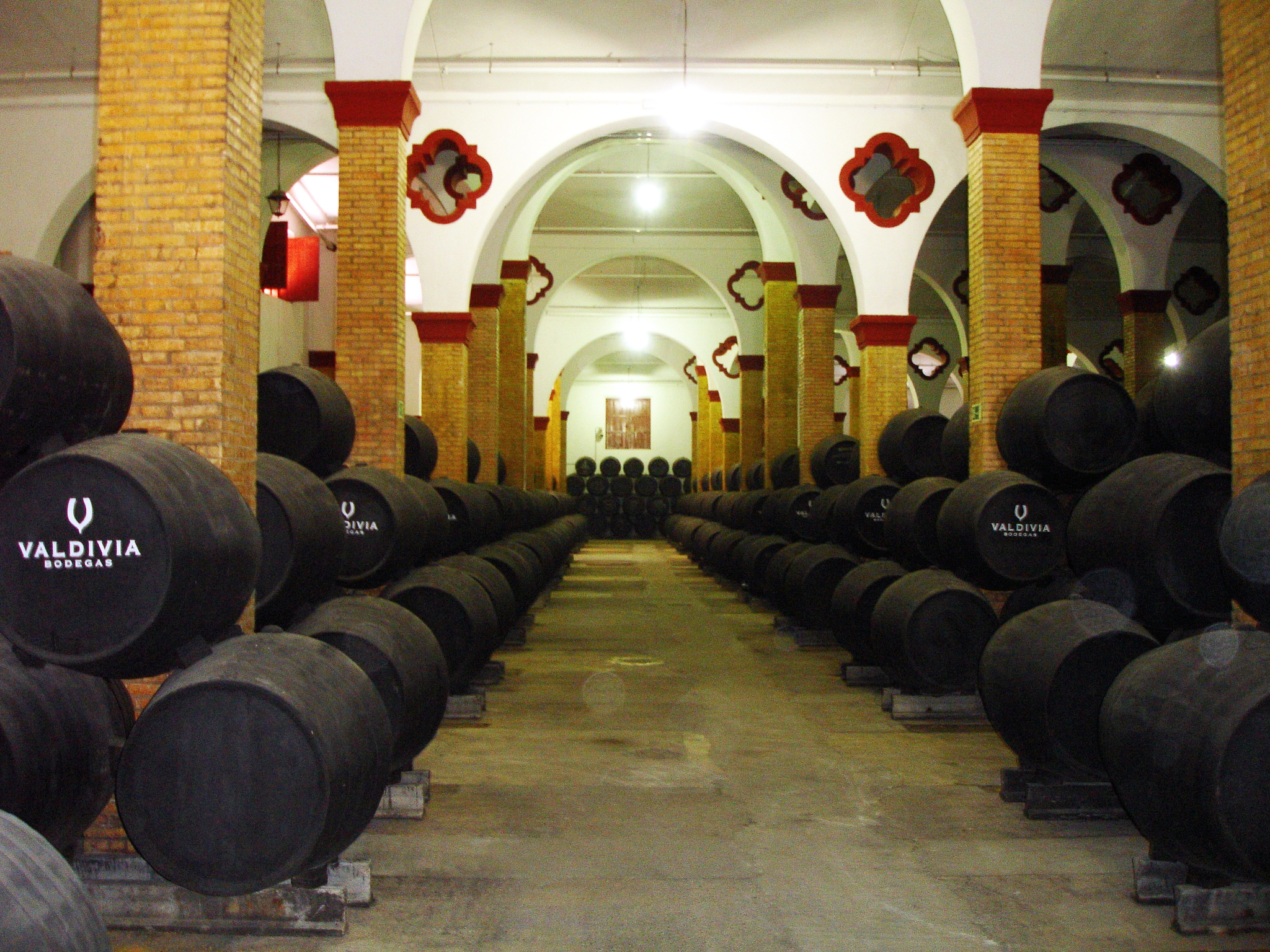
Interior de una de las bodegas Valdivia.

Bodegas Valdivia es una empresa dedicada a la crianza y venta de vino y brandy de Jerez.

## Historia
La empresa perteneció al Holding Rumasa. Tras su expropiación pasó a manos de un grupo inversor que intentó especular con los terrenos, etapa durante la cual sufrieron bastante las instalaciones de la bodega.
Tras el breve paso de un grupo inversor, la bodega pasó de nuevo a manos de la familia Ruiz-Mateos, dentro de su Grupo Garvey.
Tras el concurso de acreedores, en 2014 la bodega se encuentra a la venta sin ninguna reserva de vino ni licores

## Sede

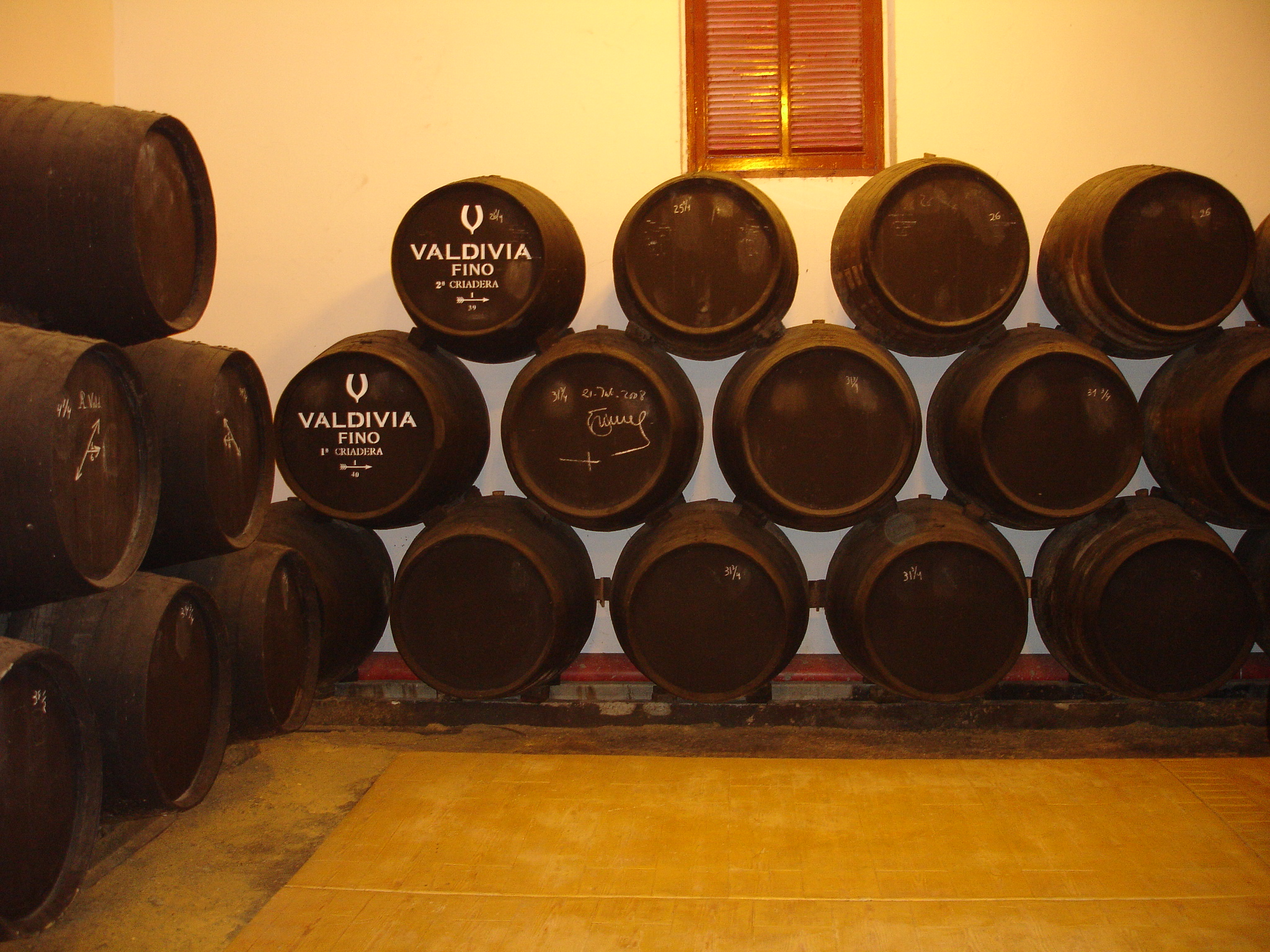
Botas firmadas por celebridades.

Las bodegas de la empresa están situadas en Jerez de la Frontera. Sus instalaciones están dentro del complejo del hotel Villa del Duque.
La visita a las instalaciones está amenizada por el espectáculo "Los Duendes de Jerez"

### Hotel Villa del Duque

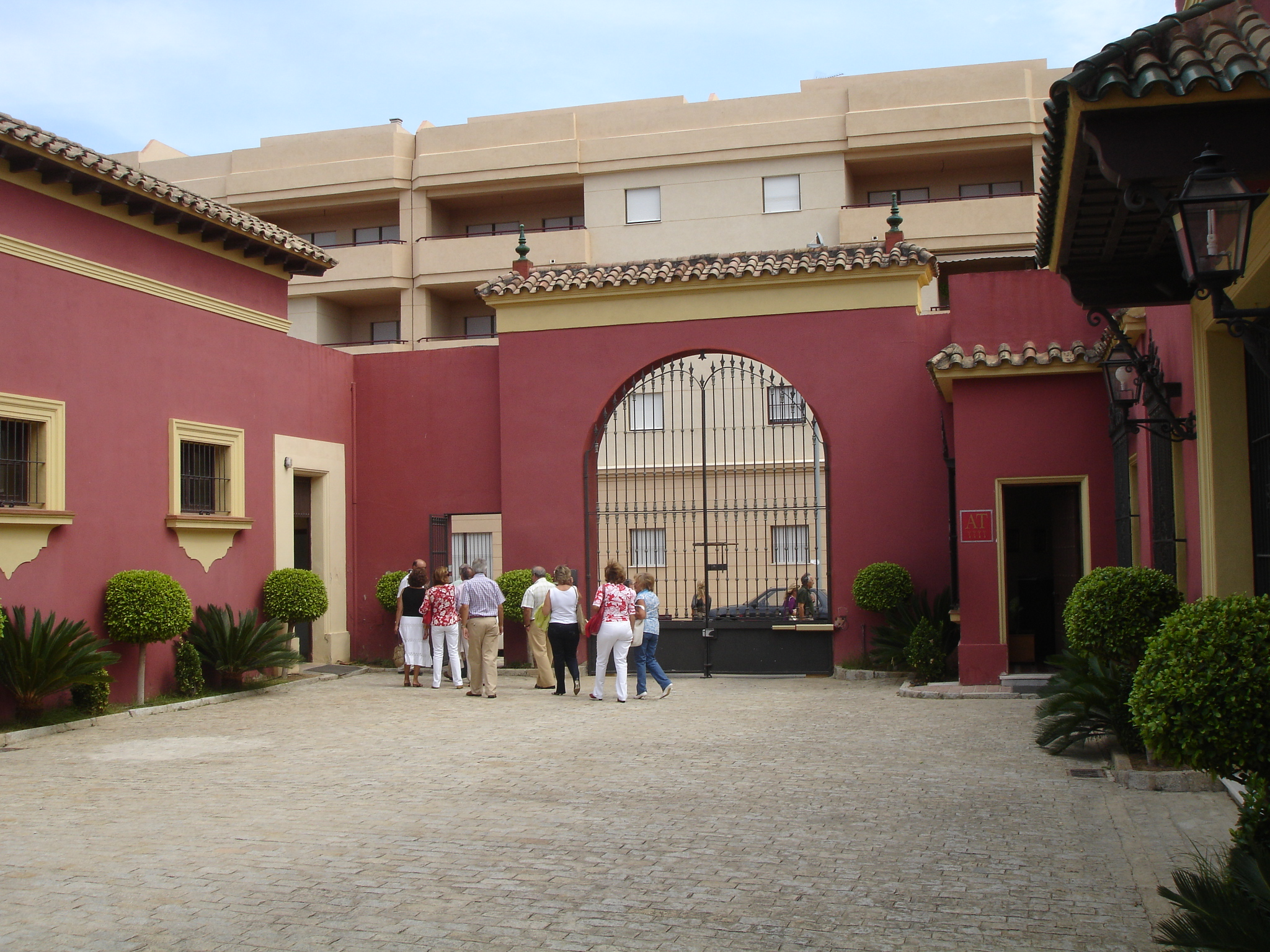
Patio Principal.

Villa del Duque es un alojamiento turístico de lujo situado en un palacio de Jerez de la Frontera.

#### Historia

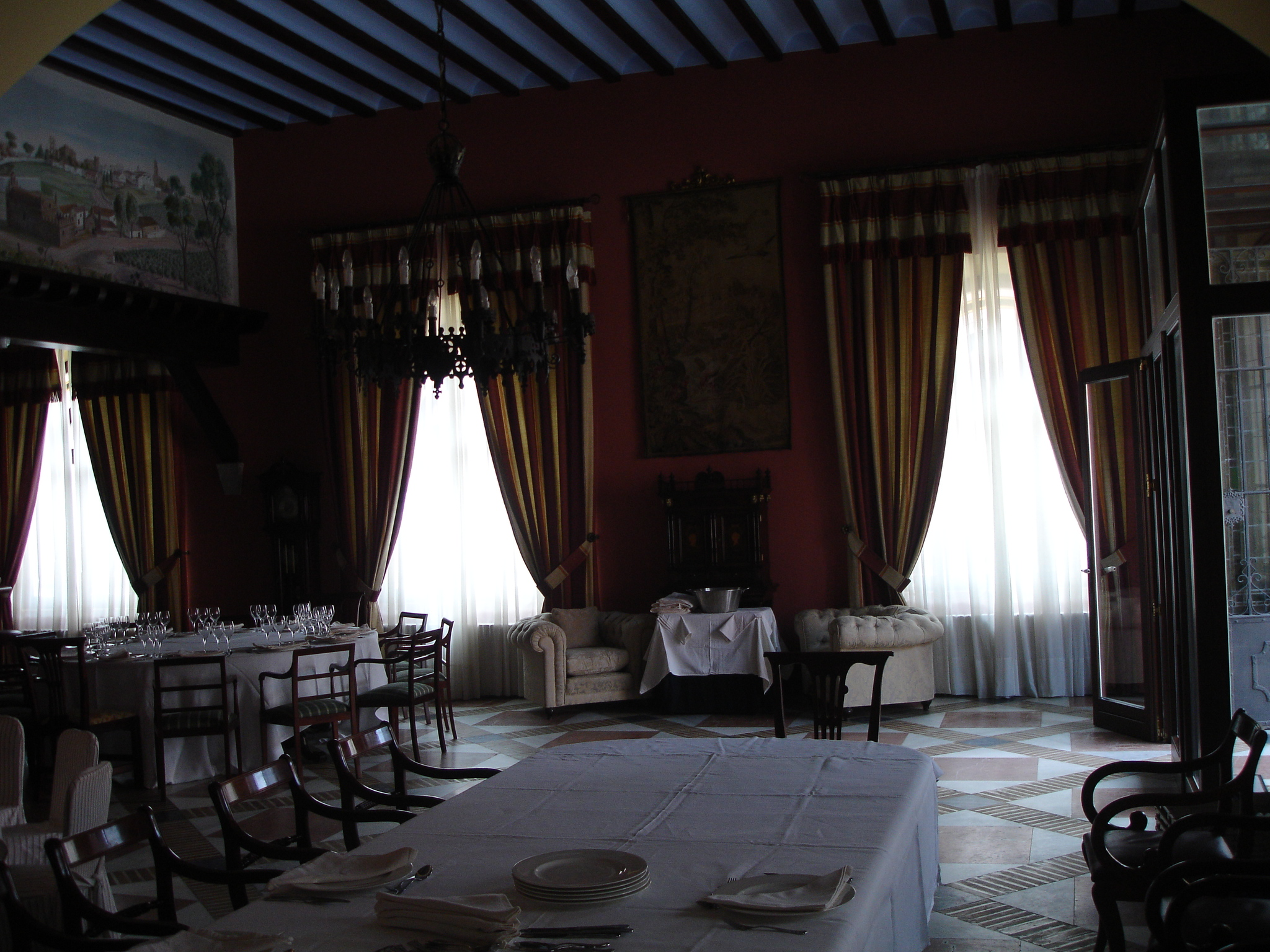
Salón principal.

El palacio fue anteriormente casa del padre de José María Ruiz-Mateos, razón por la que tras el resurgir de Nueva Rumasa ésta mostrara interés en comprarlo.

#### Estructura
Dentro de sus instalaciones están las Bodegas Valdivia. Oficialmente, el hotel es un apartamento turístico, pues tiene varios dormitorios pero una sola cocina.

## Marcas

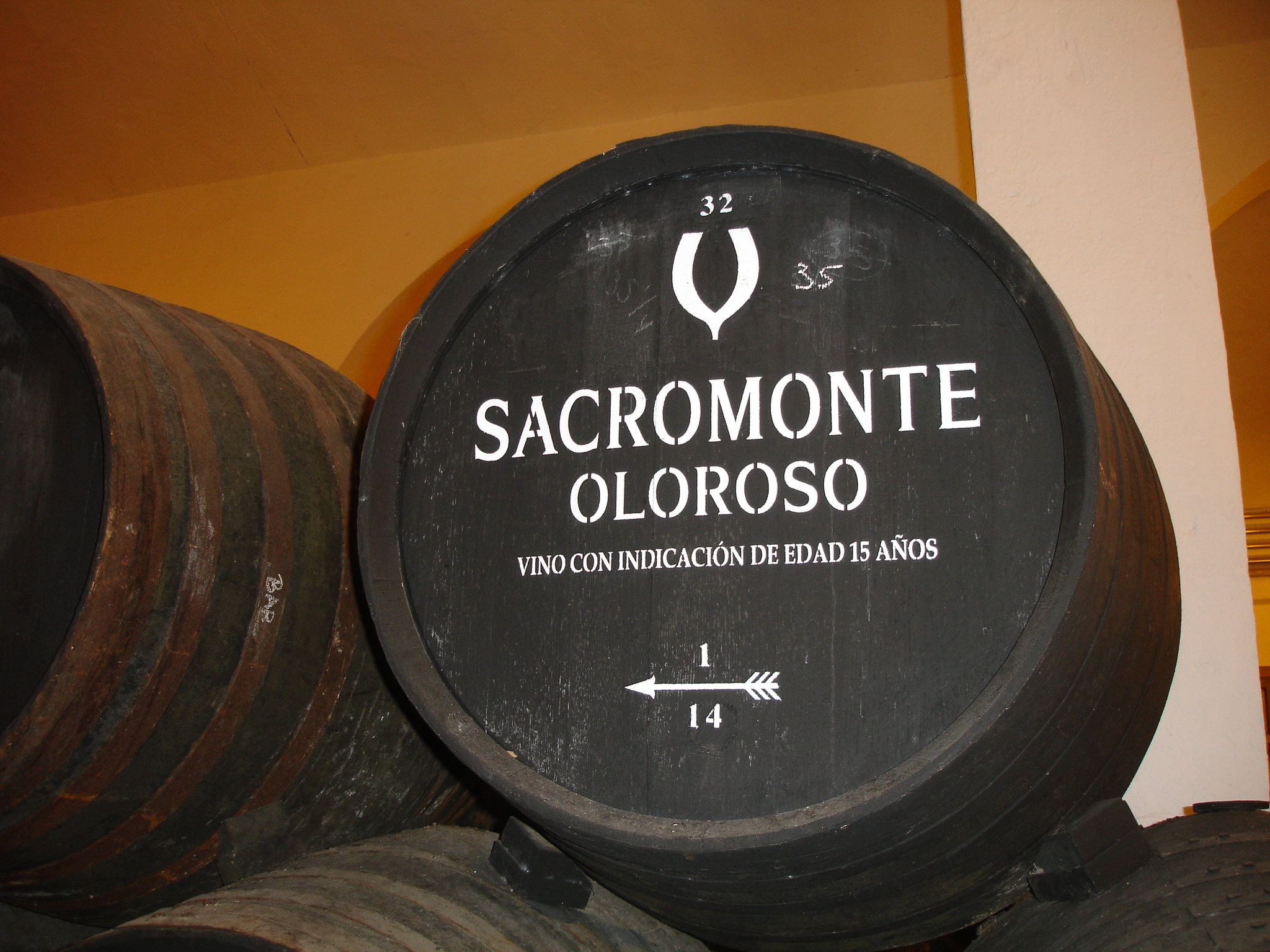
Barril con Oloroso Sacromonte.

La empresa tiene dos líneas principales: vino y brandy de Jerez. Dentro del vino tiene la Suite Valdivia (que incluye todo tipo de vinos de Jerez y la línea Sacromonte (para vinos V.O.S. con más de 15 años de solera)

## Compra
Tras el concurso de acreedores del Grupo Nueva Rumasa un grupo tonelero se interesa por la empresa